# Baraita
Baraita (en hebreu: ברייתא) (plural: Baraitot) designa una tradició existent en la llei oral jueva que no va ser incorporada en la Mixnà. La paraula "Baraita" es refereix als ensenyaments que estan fora dels sis ordres de la Mixnà.
Originalment, "Baraita" probablement es referia als ensenyaments de les ieixives, escoles, i acadèmies talmúdiques principals, encara que en col·leccions posteriors, les baraitot individuals són sovint escrites pels savis de la Mixnà (els Tanaim).
Segons Maimònides, les baraitot van ser compilades pel Rabí Hoixayà i el Rabí Bar Kapara, encara que cap compilació va ser transmesa com la Tosefta.
Com que la Mixnà encapsula tota la Llei oral i està escrita en una forma compacta (va ser dissenyada per facilitar la transmissió oral), moltes variants, versions, explicacions addicionals, comentaris, i lleis, no van ser incloses a la Mixnà.
Aquestes lleis van ser després compilades en unes obres anomenades baraitot, en forma de llista d'ensenyaments d'un savi. La paraula "Baraita" també es pot fer servir per designar a les col·leccions d'aquests savis. Les principals col·leccions de baraitot són: la Tosefta, la Halacà, i els següents midraixim: (Mekhiltà, Sifrà, i Sifré).
L'autoritat de la Baraita és menor que l'autoritat de la Mixnà. No obstant això, aquestes obres són el text de prova bàsic dels savis talmúdics, en el seu anàlisi, i en la seva interpretació de la Mixnà i la Guemarà.
Les baraitot anònimes, sovint són atribuïdes a un Tanaim en particular pel Talmud. En el Talmud de Jerusalem, les referències a les baraitot són menys comunes.
L'estil de la Baraita és bàsicament indistingible de l'estil de la Mixnà, però algunes baraitot estan més prop del llenguatge de la Mixnà que unes altres. Per exemple, el segon capítol de Kalah Rabati, una compilació de baraitot, sovint s'afegeix al tractat Pirkei Avot, ja que tots dos tractats són semblants en estil i en contingut.
Existien altres tradicions contemporànies a la Mixnà, la Guemarà freqüentment es refereix a les mateixes amb la fi de comparar-les amb el contingut de la Mixnà, i d'aquesta manera recolzar o refutar les proposicions dels Amoraïm. Totes aquestes fonts són conegudes com a baraitot (en singular: baraita), en hebreu: ברייתא).
Les baraitot citades a la Guemarà són generalment cites de la Tosefta (un compendi legal paral·lel a la Mixnà) i els midraixim legals (específicament: Mekhiltà, Sifrà, i Sifré). Algunes baraitot, no obstant això, són conegudes solament per les tradicions citades a la Guemarà, i no són part de cap altra col·lecció.